# Толсона (Аљаска)
Толсона (енгл. Tolsona) насељено је место без административног статуса у америчкој савезној држави Аљаска.

## Демографија
По попису из 2010. године број становника је 30, што је 3 (11,1%) становника више него 2000. године.
| Група             | 2000.      | 2010.      |
| Белци             | 22 (81,5%) | 29 (96,7%) |
| Афроамериканци    | 0 (0,0%)   | 1 (3,3%)   |
| Азијати           | 0 (0,0%)   | 0 (0,0%)   |
| Хиспаноамериканци | 1 (3,7%)   | 0 (0,0%)   |
| Укупно            | 27         | 30         |